# (34004) Gregorini
(34004) Gregorini est un astéroïde de la ceinture principale.

## Description
(34004) Gregorini est un astéroïde de la ceinture principale. Il fut découvert le 30 juillet 2000 à Montelupo par Maura Tombelli et Daria Guidetti. Il présente une orbite caractérisée par un demi-grand axe de 2,44 UA, une excentricité de 0,23 et une inclinaison de 1,9° par rapport à l'écliptique.

## Compléments